# Argyle (Missouri)
Argyle é uma cidade  localizada no estado americano de Missouri, no Condado de Maries e Condado de Osage.

## Demografia
Segundo o censo americano de 2000, a sua população era de 164 habitantes. 
Em 2006, foi estimada uma população de 169, um aumento de 5 (3.0%).

## Geografia
De acordo com o United States Census Bureau tem uma área de 
1,0 km², dos quais 1,0 km² cobertos por terra e 0,0 km² cobertos por água. Argyle localiza-se a aproximadamente 284 m acima do nível do mar.

## Localidades na vizinhança
O diagrama seguinte representa as localidades num raio de 20 km ao redor de Argyle. 